# Bamberg, Staatsbibliothek, Msc.Class.35
Die Handschrift Bamberg, Staatsbibliothek, Msc.Class.35 ist ein Kodex, der einen Teil des Werkes Ab urbe condita des römischen Historikers Livius enthält. Es handelt sich um den wichtigsten Textzeugen für die sogenannte Vierte Dekade (= Bücher 31–40) dieses Werkes. Die Handschrift wurde im 11. Jahrhundert in Bamberg geschrieben.
Der Wert von Msc.Class.35 liegt nicht nur darin, dass die Handschrift für große Teile der vierten Dekade der einzige Textzeuge ist, sondern wird weiter erhöht dadurch, dass es sich um eine Abschrift einer noch aus dem 5. Jahrhundert stammenden Vorlage handelt. Diese Vorlage ist im späteren Mittelalter zwar weitgehend zerstört worden, die erhaltenen Fragmente erlauben aber einen hinreichend detaillierten Vergleich.

## Beschreibung
Msc.Class.35 ist ein Kodex, der aus zwei Teilen besteht. Die heutige Reihenfolge ist das Ergebnis einer Fehlbindung. Das erklärt sowohl den Inhalt als auch die Blattzählung: Der erste Teil enthält die dritte, der zweite Teil die vierte Dekade des Livius; im ersten Teil sind die Blätter von 1 bis 127 nummeriert, im zweiten Teil von 128 bis 207. In beiden Teilen der Handschrift sind geringe Blattverluste festzustellen, die älter sind als die erwähnte Foliierung.
Die Blätter sind 31,3 auf 26 cm groß und in zwei Spalten beschrieben. Hartmut Hoffmann unterscheidet zahlreiche Hände. An Teil 1 haben nach seiner Analyse um das Jahr 1000 mehrere nicht-deutsche Schreiber mitgewirkt, hingegen sei Teil 2 in der Mitte oder im dritten Viertel des 11. Jahrhunderts in Bamberg geschrieben worden, und zwar ganz überwiegend von einer einzigen Hand, die auch in anderen Bamberger Handschriften nachweisbar ist.
Der Einband stammt von 1611.

## Inhalt
Msc.Class.35 enthält in Teil 1 die dritte Dekade bis Liv. XXV, Teil 2 die Vierte Dekade bis Liv. XXXVIII, 36, 4.